# Machilus sericea
Machilus sericea är en lagerväxtart som först beskrevs av Christian Gottfried Daniel Nees von Esenbeck, och fick sitt nu gällande namn av Carl Ludwig von Blume. Machilus sericea ingår i släktet Machilus och familjen lagerväxter. Inga underarter finns listade i Catalogue of Life.